# Academia Nacional de Bellas Artes San Alejandro
La Academia Nacional de Bellas Artes San Alejandro è il centro più antico del suo genere in America Latina e la seconda istituzione educativa più antica di Cuba, preceduta solo dall'Università dell'Avana. Fu fondata l'11 gennaio 1818 presso il Convento di San Agustín all'Avana Vecchia. 
La vita interna a San Alejandro è disciplinata dal Consiglio di Amministrazione costituito dal direttore, dal vice direttore e dai segretari speciali che, a sua volta, nomina il Consiglio tecnico, che ha il compito di eseguire i diversi servizi che compongono la facoltà.
La commissione tecnica, a sua volta, è l'organo responsabile per l'insegnamento delle diverse discipline artistiche. È costituita da tutti i decani di ciascuna disciplina (pittura, incisione, scultura, gioielleria, arti grafiche) così come insegnamenti teorico-culturali. Il corso accademico ha una durata di 5 anni e comprende la preparazione degli insegnanti cubani e stranieri che optano per il grado di Dottore in Arti Plastiche.
Col passare del tempo, questa entità culturale si stabilì in diversi luoghi della capitale cubana, finché nel 1962 si trasferì in un edificio tra l'Avenida 31 e la Calle 100, a Marianao, dove si trova oggi. Personalità riconosciute della cultura cubana si sono unite o si sono diplomate alla Facoltà di San Alejandro.

## Storia
L'origine di questa istituzione risale al 1818, quando fu ufficialmente istituita la Scuola Libera di Disegno e Pittura, con il sostegno della Sociedad Económica de los Amigos del País e dell'Intendente Generale del Tesoro, Don Alejandro Ramírez, sotto la direzione del Artista francese Jean Baptiste Vermay (1784-1833). Vermay, formatosi nella bottega di Jacques David (1748-1825), arrivò all'Avana nel 1816, con l'incarico di realizzare alcuni dipinti decorativi nella Cattedrale. Rimase il primo direttore dell'istituzione dell'Accademia Habanera fino alla sua morte nel 1833.
La scuola prese il nome di San Alejandro dal 1832 in onore di Alejandro Ramírez, che non esitò a utilizzare il suo patrimonio personale per realizzare questo progetto. In quell'anno venne emanato il primo Regolamento. L'anno successivo, con l'Ordine Reale del 26 gennaio, San Alejandro fu dichiarato Sezione della Real Academia de Bellas Artes de San Fernando, a Madrid.
Il 12 novembre 1936, il pittore francese Francisco Guillermo Colson (1775-1850), allievo di David e compagno di studi di Vermay a Parigi, ottenne la direzione. Altri pittori stranieri, soprattutto francesi e italiani, occuparono successivamente il posto finché, nel 1878, Miguel Melero Rodríguez (1836-1907) lo vinse attraverso un concorso con il dipinto ad olio Il ratto di Dajanira.
Nel 1883 il Collegio entrò ufficialmente a far parte del Consiglio dell'Università e gli studenti premiati si recavano nell'Aula Magna dell'Università nel Convento di San Juan de Letrán per ricevere il diploma corrispondente.
Dalla fine del 1899, nel pieno del primo intervento degli Stati Uniti a Cuba, un nuovo Curriculum dell’Accademia di San Alejandro, firmato da Adna Romanza Chaffee, Generale di Brigata, fu pubblicato nella Gazzette dell’Avana.
Il 17 febbraio 1926 furono istituite delle borse di studio per gli studenti poveri, da ottenere attraverso concorsi tra candidati nei comuni di ciascuna provincia. Altra trasformazione significativa fu il Regolamento approvato il 5 febbraio 1927, che attribuì alla Scuola il potere di conferire titoli di insegnamento nei due rami principali del suo insegnamento: disegno e pittura, e disegno e modellismo.
Nel 1934 ci furono importanti innovazioni nel campo dell'istruzione. Ufficialmente, la categoria dell'istituto è stata determinata come Scuola Nazionale Superiore di Arti Plastiche San Alejandro, con tre anni di studi di preparazione e due anni successivi di specializzazione per un piano totale di cinque anni.
Il 9 gennaio 1959, su richiesta del Ministero cubano dell'Educazione, il corpo docente ampliò il curriculum formativo, integrando nuovi contenuti nelle discipline artistiche e umanistiche. Questa innovazione ha trasformato l'istituto in un centro didattico-metodologico a livello universitario e un importante riferimento accademico per la regione centroamericana.